# السخنه
السخنة (به عربی: السخنة) یک منطقهٔ مسکونی در سوریه است که در حمص واقع شده‌است. سخنه دارای مقادیر زیادی  قارچ دنبلان (یک قارچ شبیه ترافل است که در عربی به آن کماء یا فقع هم میگویند و در انگلیسی ترافل صحرایی یا Terfeziaceae گفته میشود و در ایران هم فراوان است) است که در اطراف آن میروید.

## خصوصیات
السخنة ۱۶٬۱۷۳ نفر جمعیت دارد و ۴۶۰ متر بالاتر از سطح دریا واقع شده‌است.

## قارچ دنبلان سخنه
یکی از معروف ترین فعالیت ها در سخنه رفتن به صحرا در جستجوی قارچ دنبلان سخنه که از مرغوب ترین انواع آن در جهان هست.

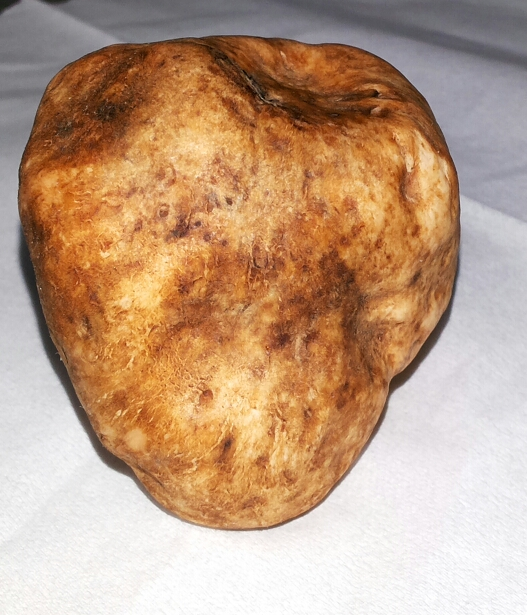
قارچ دنبلان یا ترافل صحرایی

قارچ دنبلان شبیه به ترافل است و یک نوع قارچ بسیار پیچیده و یکی از عجیب ترین گیاهان بدون ریشه، ساقه، الیاف، شاخه، جوانه، برگ یا گل است. در زیر سطح زمین رشد می کند و  کروی، گوشتی، نرم، منظم و سطح آنها صاف و غده ای است و رنگ آن از سفید تا سیاه متغیر است.